# Parafia św. Stanisława Biskupa i Męczennika w Zarańsku
Parafia pw. św. Stanisława Biskupa i Męczennika w Zarańsku – parafia należąca do dekanatu Drawsko Pomorskie, diecezji koszalińsko-kołobrzeskiej, metropolii szczecińsko-kamieńskiej. Została utworzona 25 lipca 1989. Siedziba parafii mieści się pod numerem 8a.

## Miejsca święte

### Kościół parafialny
- Kościół pw. św. Stanisława Biskupa Męczennika w Zarańsku
- Kościół parafialny został zbudowany w XIX wieku w stylu neoromańskim, poświęcony w 1946.

### Kościoły filialne i kaplice
- Kościół pw. św. Jana Chrzciciela w Dołgich
- Kościół pw.  Matki Boskiej Anielskiej w Nętnie
- Kościół pw. Trójcy Świętej w Rydzewie
- Kościół pw. Niepokalanego Poczęcia Najświętszej Maryi Panny w Żółtych